# David Vseslavič
David Vseslavič (1047 nebo 1050 – po roce 1130) byl v letech 1101–1127 pereslavský a v roce 1128 polocký kníže a syn Vseslava II.

## Vláda v Polockém knížectví (1128)
V historických kronikách je zaznamenáno, že v roce 1067 ho Vseslav II. spolu s jeho bratrem vzal na jednání ke kyjevskému knížeti. Bylo zvykem, že na takovou cestu se vybrali nejstarší synové z rodiny, proto lze předpokládat, že v té době měl David Vseslavič již kolem 20 let. O tom, který se synů Vseslava II. to byl (starší, či mladší) historici vedou dodnes spory. Podle některých byl David Vseslavič při dělení Polockého knížectví ještě nezletilý a nemohl vládnout. Podle jiných však již v roce 1127 byl polockým knížetem, což potvrzuje Rada polockých šlechticů. Fakt, že byl prvorozený, potvrzuje i manželství s dcerou Mstislava Velkého. Kromě toho právě David Vseslavič stál v čele polockého vojska v pochodu proti Polovcům v roce 1101, jež o dva roky (1103) za pomoci Vladimíra II. porazil. O rok později (1104) začal obléhat svého bratra Gleba v Minsku. V roce 1106 spolu s bratry vtrhl do Sedmihradska.
V roce 1128 polocká šlechta Davida Vseslaviče sesadila z trůnu Polockého knížectví a následně ho Mstislav Velký poslal do vyhnanství v Byzantské říši. Pravděpodobně umřel ve vyhnanství, někdy po roce 1130. Kroniky ho totiž po tomto roce již nezmiňují.